# Ledčice
Ledčice jsou obec v okrese Mělník ve Středočeském kraji. Leží zhruba jedenáct kilometrů severně od Kralup nad Vltavou, třináct kilometrů západně od Mělníka a deset kilometrů jihovýchodně od Roudnice nad Labem. V jihozápadním sousedství obce probíhá dálnice D8 Praha - Ústí nad Labem - Drážďany. Žije zde 702 obyvatel.

## Název

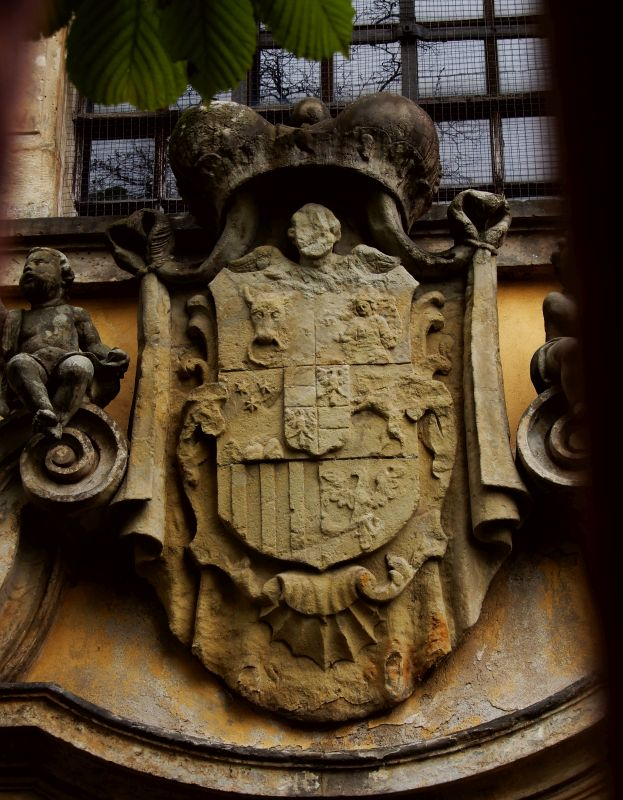
Erb zakladatelů nad vchodem do kostela

V nejstarších listinách o Ledčicích, je ves jmenována jako Letzi, Ledchicz, Lethiscicz, Ledczicz, Lečice (poprvé úředně roku 1854), Ledčice (1890). Filolog Antonín Profous v knize Místní jména v Čechách jméno osady vyložil takto: Osada odvozuje svůj název patrně od slov lado, ledce, která znamenají pustou nezoranou zemi, malá nebo menší lada. Staroslověnsky tedy ledina, německy Lehde, wűstliegendes Land, latinsky terra inculta. Původně se tedy vesnice nazývala Ledce, ale protože byla menší ve srovnání s ostatními osadami toho jména, ujal se postupem času název ve zdrobnělé podobě, s koncovkou –ice.

## Historie
První písemná zmínka o vesnici pochází z roku 1226. Podle archeologických nálezů však vesnice patří k nejstarším sídlům v Čechách; osídlení je zde doloženo souvisle již od neolitu. Jako první historicky doložený vlastník se roku 1102 připomíná člen mocného rodu Vršovců Nemoj. Jeho syn Mutina roku 1187 daroval všechny své statky včetně Ledčic ženskému klášteru premonstrátek v Doksanech, což roku 1226 potvrdil i král Přemysl Otakar I. K držitelům Ledčic později patřili, mimo jiných, Jan Smiřický (1436), Samuel z Hrádku (1556) nebo Polyxena z Lobkovic (1616). Po bělohorské bitvě kostel zpustl a obec byla roku 1672 přifařena k Račiněvsi. Barokní kostel byl postaven pod patronátem Lobkoviců.

## Obyvatelstvo
| Rok            | 1869 | 1880 | 1890 | 1900 | 1910  | 1921  | 1930 | 1950 | 1961 | 1970 | 1980 | 1991 | 2001 | 2011 | 2021 |
| -------------- | ---- | ---- | ---- | ---- | ----- | ----- | ---- | ---- | ---- | ---- | ---- | ---- | ---- | ---- | ---- |
| Počet obyvatel | 826  | 832  | 909  | 959  | 1 053 | 1 008 | 929  | 653  | 673  | 609  | 566  | 569  | 563  | 598  | 675  |
| Počet domů     | 132  | 145  | 158  | 170  | 182   | 198   | 210  | 225  | 203  | 185  | 168  | 208  | 206  | 215  | 243  |

## Obecní správa

### Územněsprávní začlenění
Dějiny územněsprávního začleňování zahrnují období od roku 1850 do současnosti. V chronologickém přehledu je uvedena územně administrativní příslušnost obce v roce, kdy ke změně došlo:
- 1850 země česká, kraj Praha, politický okres Mělník, soudní okres Roudnice[7]
- 1855 země česká, kraj Litoměřice, soudní okres Roudnice
- 1868 země česká, politický i soudní okres Roudnice
- 1939 země česká, Oberlandrat Mělník, politický i soudní okres Roudnice nad Labem[8]
- 1942 země česká, Oberlandrat Praha, politický i soudní okres Roudnice nad Labem[9]
- 1945 země česká, správní i soudní okres Roudnice nad Labem[10]
- 1949 Ústecký kraj, okres Roudnice nad Labem[11]
- 1960 Středočeský kraj, okres Mělník
- 2003 Středočeský kraj, okres Mělník, obec s rozšířenou působností Kralupy nad Vltavou

### Obecní symboly
Znak a vlajka byly obci uděleny rozhodnutím předsedy Poslanecké sněmovny Parlamentu České republiky dne 9. dubna 2002.

## Společnost
Ve vsi Ledčice (1008 obyvatel, sbor dobrovolných hasičů) byly v roce 1932 evidovány tyto živnosti a obchody: bednář, 2 obchodníci s dobytkem, 5 hostinců, 2 koláři, 2 kováři, 2 krejčí, 3 obuvníci, pekař, pohodný, 2 pokrývači, porodní asistentka, 5 rolníků, 3 řezníci, sedlář, 3 obchody se smíšeným zbožím, Spořitelní a záložní spolek pro Ledčice, 2 studnaři, švadlena, tesařský mistr, trafika, 2 truhláři, velkostatek Taussig, zahradnictví, zámečník.

## Doprava
Dopravní síť
- Pozemní komunikace – Územím obce prochází silnice II/608 Praha - Zdiby - Veltrusy - Doksany - Terezín a dálnice D8, nejbližší exit 18 je ve vzdálenosti 4 km.
- Železnice – Železniční trať ani stanice na území obce nejsou.

Veřejná doprava 2024
- Autobusová doprava – V obci měly zastávky autobusové linky jedoucí do těchto cílů: Kralupy nad Vltavou, Litoměřice, Praha, Roudnice nad Labem. Obcí projíždí linky 646 Kralupy n. Vltavou - Roudnice n. Labem, 413 Litoměřice - Nová Ves - Praha, Letňany a 680 linky DSÚK ve směru Račiněves. Od ledna roku 2025 byla linka 646 nahrazena linkou 617 sterá spojuje úseky předchozích linek pid na Velvarsku. Spojuje města jako Roudnice n. Labem, Velvary, Slaný a Kladno.

## Sport

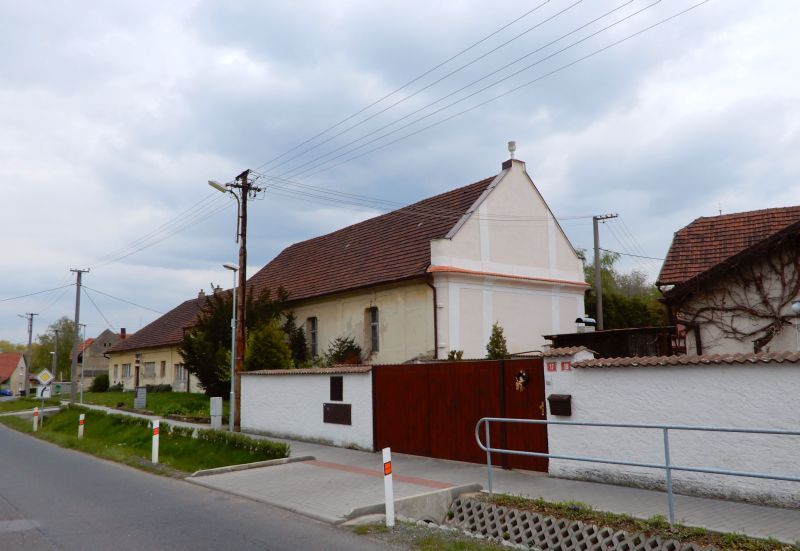
Bývalý evangelický kostel, 1794

Vlivem celonárodního nadšení byl také v Ledčicích, roku 1919 ustaven Sokol. Postupem doby se do činnosti Sokola zapojili téměř všichni obyvatelé vesnice. Ledčičtí se pravidelně zúčastňovali župních sletů, a to v roce 1921 v Kralupech, roku 1922 v Terezíně, později v Libochovicích (1924), Roudnici (1925), Budyni (1927), Lužci (1929), Terezíně (1931), Lovosicích (1933), v Ústí nad Labem (1934). V roce 1938 se jubilejního 10. všesokolského sletu v Praze zúčastnilo velké množství místních lidí. Za župu Podřipskou cvičilo 14 ledčických chlapců, které vedl pan Václav Kirchner. Ledčičtí se organizovaně zúčastnili tak posledního sletu před zrušením, který se uskutečnil v roce 1948.
V roce 1950[zdroj?] vznikl oddíl kopané TJ Sokol Ledčice, při jehož zrodu stáli Jiří Jiránek, František Košťál, František Srba a Josef Staňkovský. V současnosti působí fotbalový klub Sokol Ledčice ve III. třídě okresu Mělník.
Už 75 let používají ledčičtí fotbalisté na svém dresu žlutou barvu. V roce 1932 jim „Čafka“ (Český Athletic & Fotball Club – ČAFC Praha) v Praze věnovala žlutá trika. Od té doby se ledčickým fotbalistům přezdívá „housátka“.

## Všeobecně vzdělávací spolek ŘÍP

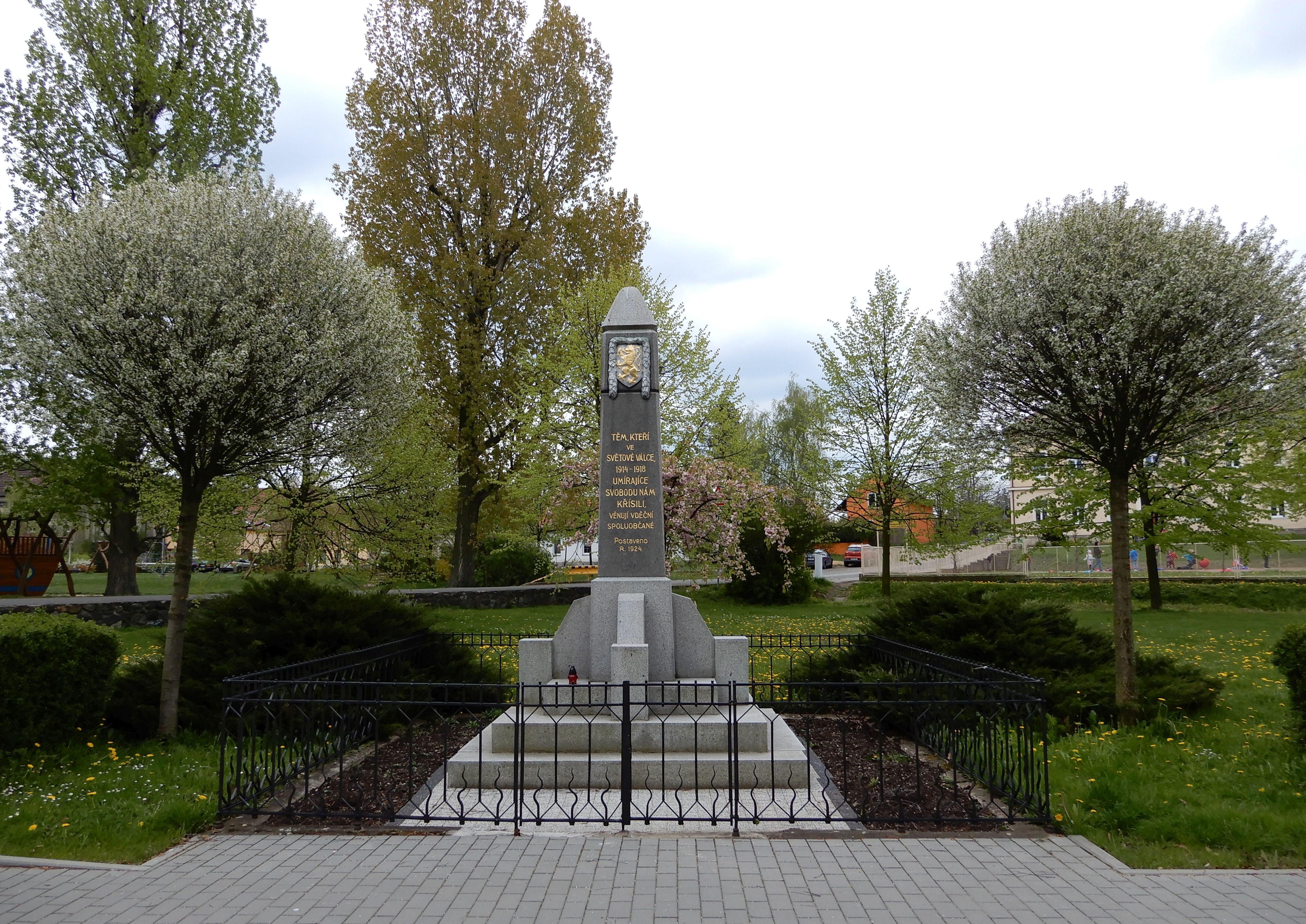
Pomník obětem první světové války

Protože i v Ledčicích na konci 19. století začali jejich obyvatelé pociťovat potřebu scházet se, vzdělávat se a kulturněji žít, byl pro ni 30. dubna 1897 založen nový spolek s příznačným názvem ŘÍP. Iniciátory a zakládajícími členy Podporovacího a vzdělávacího spolku ŘÍP v Ledčicích byli místní občané Jan Kirchner, Josef Brejcha, Václav Bušil, Jan Křtěn, Vincenc Bubeník, František Heran, Václav Hájek a mnozí další. Ustavující schůze se konala u Nováků za účasti šedesáti občanů. Zápisné bylo stanoveno na 1 zlatý a pravidelné měsíční příspěvky 20 krejcarů. Prvním předsedou spolku byl zvolen Jan Kirchner.
Při zakládajícím sezení byly schváleny stanovy spolku, ve kterých se mimo jiné praví:
- Spolek má sídlo v Ledčicích. Jednací řeč je česká.
- Účel spolku jest šířiti vzdělání členů a podporovati je hmotně. K tomu slouží přednášky z obzoru umění a hospodářství s vyloučením veškeré politiky a náboženství. Dále pak pěstování zábav, výletů a divadla. Podporování členů spolku při nemoci, neštěstí a úmrtí
- O udílení podpor rozhoduje nadpoloviční většina výboru. Podporu vyplácí pokladník. K uhrazení výloh se užívá výnosů zápisného, zábav, darů a odkazů.
- Členové a členky jsou přijímáni na základě dobrozdání.
- Práva všech členů jsou stejná. Každý může spolkovou místnost navštěvovati, stížnosti a nároky podávati…
- Členem spolku přestává býti, kdo dobrovolně vystupuje, tři měsíce příspěvky dluhuje, nebo byl vyloučen. Vyloučen může být každý, kdo činí různice nebo spolku jinak škodí.
- Valné hromady jsou kompetentní, je-li přítomna jedna třetina všech členů. Nesejdou-li se, odbývá se o hodinu později druhá schůze za každého počtu členů, kdy k platnosti usnesení je zapotřebí nadpoloviční většina hlasů přítomných.
- Vypukne-li mezi členy spor, volí si každá strana 3 členy do smírčího soudu, kteří pak volí sedmého coby předsedu, který při rovnosti hlasů rozhoduje.
- V pádu, že by se spolek rozešel, nebo byl úředně rozpuštěn, připadne veškeré jmění spolku na zbylé občany, kteří se o něj podělí.

V roce 1962, kdy spolek oslavil 65. výročí svého založení, byl celkový stav členstva 167 duší. Největší počet členů, 178, měl spolek ŘÍP v roce 1958. V roce 1938, u příležitosti 20. výročí vzniku ČSR, byl slavnostně odhalen slavnostní spolkový prapor, který vyšila paní Tesařová z Roudnice nad Labem. Matkou praporu se stala paní Purchartová a kmotrami byly paní Houdová a Husáková. Pod novým praporem se prvně vyšlo na pohřeb přítele Antonína Švehly 18. 1. 1939 za účasti 65 členů. V roce 1953 hrozilo rozpuštění a likvidace spolku. Zásluhou několika členů bylo toto nebezpečí odvráceno a ŘIP tak existuje bez jediného přerušení sto tři roky. V roce 1955 spolek zakoupil starší dřevěný pohřební vůz ve Stodůlkách u Prahy, který nejdříve garážoval u Cinků, pak u Podolských a od roku 1961 ve staré hasičské zbrojnici. V roce 1969 bylo zakoupeno v Hořicích pohřební auto za 8 100 Kč. V činnosti spolku jsou zaznamenány mnohé výlety, zájezdy, taneční zábavy, ale i pomoc škole, zvelebování a úklid vesnice, sběr železa, pořádání Májů, výpomoc při oslavách dne dětí, turnaj přesstokilových siláků, turnaj v nohejbale a další aktivity. Spolek velmi živě spolupracuje s obcí baráčníků z Veltrus a Kralup. Současným předsedou spolku je pan Václav Zeman, jednatelem Jiří Král z čp. 224, místopředsedou Jiří Bušil, pokladníkem Jaroslav Jansa a praporečníkem Antonín Škabraha. Čestným předsedou je od roku 1993 Josef Král z čp. 224. Členská základna k 31. 12. 1999 čítala 91 mužů a 10 žen. Průměrný věk u mužů je 58 let a u žen 64 roky. Jedním z hlavních úkolů spolku ŘIP proto je získávání nových, zejména mladých, členů.

## Pamětihodnosti

### Kostel svatého Václava

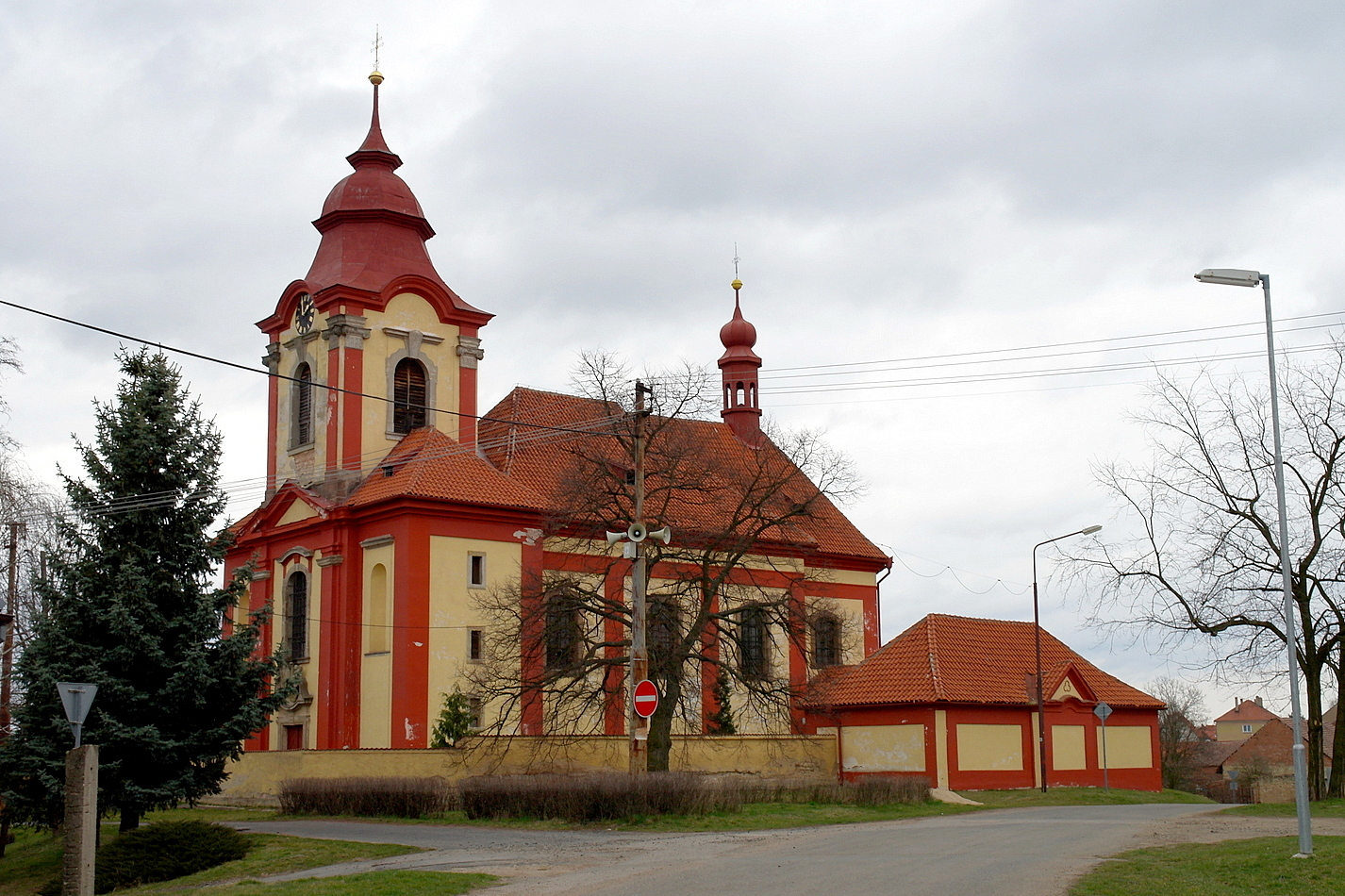
Barokní kostel svatého Václava

Místní kostel svatého Václava je římskokatolický chrám, chráněná kulturní památka. Stojí v dominantní situaci na návrší obce. První písemnou zmínku o původním gotickém kostele svatého Václava najdeme v seznamu 34 farních chrámů řipského děkanátu u Bohuslava Balbína, který píše, že býval již v roce 1384 církevním střediskem, neboť byl tehdy povinován odvádět ročně 12 grošů papežského desátku. Za třicetileté války (1620–1648) a v letech následujících kostel zchátral natolik, že nemohl sloužit svému účelu a obec byla přifařena k Račiněvsi. O století později bylo rozhodnuto o stavbě kostela nového. Věž původního gotického kostela měla být zachována, ale vzhledem k jejímu špatnému stavu byla nakonec také stržena a kostel byl postaven jako nový včetně věže a mimo původní základy. Se stavbou bylo započato v roce 1737 a kostel dokončen roku 1752. Financovali ji Lobkowiczové, jejichž znak je vytesán v kartuši nad vchodem. Provedením jednolodní sálové stavby 20 m dlouhé a 10 m široké byl pověřen roudnický stavitel a měšťan Vlach Petr Pavel Columbani. Na valené klenbě je freska. Oltáře mají iluzivní malovanou architekturu a jsou zasvěceny svatému Václavovi, svatému Janu Nepomuckému a Svaté rodině. Barokní márnici po jižní straně kostela a ohradní zdi hřbitova postavil ledčický zednický mistr Václav Nedbal v letech 1746 až 1749. Kostel byl opraven v letech 1999–2000.

### Další památky
- Boží muka před kostelem; prastarý pískovcový sloup byl roku 2000 obnoven a završen železným dvojramenným (patriarším) křížem, který dodal Karel Haloun.
- Evangelický kostel z roku 1784, jednolodní stavba se sedlovou střechou a s kamenným kalichem na vrcholu štítu. Farní budova byla do dnešní podoby rozšířena kolem roku 1900. Velká vnitřní přestavba fary i kostela proběhla v letech 1950–1951, kdy byly zrušeny varhany a kazatelna umístěna dopředu na čelní stěnu. Na severní obvodové stěně kostela je zazděna bronzová pamětní deska z roku 1915 k pětistému výročí upálení mistra Jana Husa, na které stojí:

„Hledej pravdu, slyš pravdu, uč se pravdě, miluj pravdu, prav pravdu, drž pravdu až do smrti.“
Mistr Jan Hus 1415-1915
Svaté paměti otce české reformace vděční evangelíci
- Evangelická modlitebna vznikla roku 1970 z přízemní budovy bývalé jednotřídní církevní školy, založené roku 1884 při evangelickém kostele. Svému účelu sloužila donedávna. V nadpraží vchodu školy byla vsazena mramorová pamětní deska s tesaným nápisem o vysvěcení Štěpnice duší.. 27. dubna roku 1884.
- Budova základní školy z roku 1886. Neorenesanční budovu obecné školy postavil roku 1886 mistr Václav Čermák ze Pšovky.
- Budova první "opatrovny" (internátní školy) ve středních Čechách z roku 1887.
- Pomník obětem první světové války, žulový obelisk se jmény padlých vojáků byl vztyčen roku 1923.
- Statek čp. 15, neobarokní stavba z poloviny 19. století, slouží jako volnočasové centrum obce.
- History park s vrakem lodi, prolézačkami a houpačkou pro děti
- Boží muka s litinovým krucifixem z 2. poloviny 19. století, stojí jihozápadně od obce, při křižovatce silnic vedle mostu

## Významní rodáci

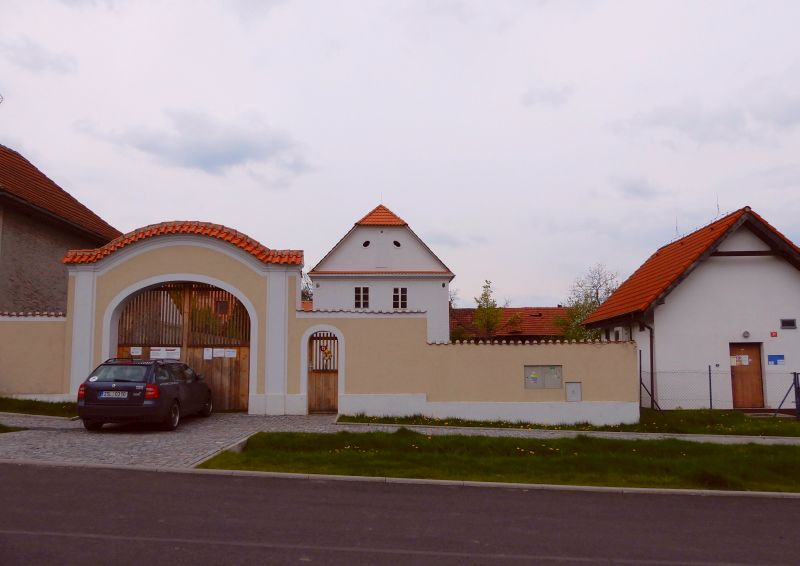
Bývalý statek č. 15

- Ferdinand Císař (1850–1932), autor sbírek Od srdce k srdci, Chléb života, zakladatel časopisu Hus, superintendent a věrný osobní přítel Tomáše G. Masaryka.
- Antonín Husák (1819–1896), poslanec Českého zemského sněmu a římskokatolický duchovn
- Ludvík Bohumil Kašpar (1837–1901), spisovatel který sestavil Zpěvník žalmů a písní a Evangelický kancionál.
- Ludvík Lát (1875–1947), farář, profesor, básník a spisovatel. Syn evangelického kazatele, studoval teologii v Basileji a ve Vídni. Odmítl však složit slib do rukou císaře habsburské monarchie, a proto odešel do Ruska. O svém pobytu na Kavkaze napsal poutavou knihu. Po převratu se vrátil do vlasti a vstoupil do Církve Československé, kde působil jako duchovní na mnohých místech. Byl velkým obdivovatelem aviatiky, viděl v ní jakési duchovní spojení s „nebeskými výšinami“, symbol letu člověka životem. Díla: Cestopis Na Kavkaze (1926), sbírka leteckých básní Avie (1927), kulturně historické črty z evangelického farářského života Na lečické faře (1927), básně Vlajce presidentově (1928), Sbírka kázání (1934).
- Antonín Nedoma (1840–1927), sedlák a politik, poslanec zemského sněmu, bratr Bedřicha Nedomy.
- Bedřich Nedoma (1837–1919), malíř a ve své době významný technik, bratr Antonína Nedomy.

Velmi srdečný vztah k obci měli např. Josef Václav Frič, který se o Ledčicích zmínil ve svých Pamětech, Jan Karafiát, autor Broučků, Josef Věromír Pleva, který tu dětem předčítal rukopis svého Malého Bobše, Pavel Váša, jenž v knize Pod Řípem vzpomíná na místní evangelíky, či Miloš Václav Kratochvíl, který vesnici často navštěvoval, velmi miloval (Čechy krásné, Čechy mé) a rád si připomínal svá ledčická školní léta.